# مقاطعة فسيتين
مقاطعة فسيتين (بالتشيكية: Okres Vsetín)‏ هي مقاطعة (أوكريس) في إقليم زلين في جمهورية التشيك.
عاصمة هذه المقاطعة هي فسيتين.

## اقرأ أيضاً
- مقاطعات جمهورية التشيك